# 탑 기어 (잡지)
탑 기어(TopGear)는 BBC에서 발행하는 자동차 잡지이다. 대한민국에서는 미디어윌M&B에서 발행하다가 폐간된 이후 2015년 10월호부터 프린피아에서 재발행하고 있다.